# Family Bloodbath
 Family Bloodbath   é o segundo álbum da banda colombiana de Brutal death metal Amputated Genitals.

## Faixas
| N.º            | Título                                                    | Duração |  |
| 1.             | "Sexual Experiences with Animals and My Mother's Cadaver" | 03:16   |  |
| 2.             | "The Butcher's Kindergarten"                              | 03:31   |  |
| 3.             | "Severe Renal Infection"                                  | 03:25   |  |
| 4.             | "Bloody Justice"                                          | 03:55   |  |
| 5.             | "Stepfather Child Molester"                               | 03:44   |  |
| 6.             | "Murder Kit"                                              | 03:11   |  |
| 7.             | "My Father in Law Who Defecated Himself to Death"         | 02:16   |  |
| 8.             | "Pathological Anger"                                      | 03:32   |  |
| Duração total: | Duração total:                                            | 26:50   |  |

## Créditos
- Daniel Paz   — baixo, guitarra, letras, músicas, arranjos e leiute
- Sebastián Guarín  — vocal, arranjos
- Beto "Drunks" Martínez    — bateria, músicas, arranjos
- Diego Cortés "Lisgo"   —  capa
- Sánder Bermúdez   — engenheiro
- Ricardo Richinsane Design   —  logotipo